# Jasaan
Jasaan è una municipalità di terza classe delle Filippine, situata nella Provincia di Misamis Oriental, nella Regione del Mindanao Settentrionale.
Jasaan è formata da 15 baranggay:
- Aplaya
- Bobontugan
- Corrales
- Danao
- I. S. Cruz
- Jampason
- Kimaya
- Lower Jasaan (Pob.)
- Luz Banzon
- Natubo
- San Antonio
- San Isidro
- San Nicolas
- Solana
- Upper Jasaan (Pob.)